# Astara (district)
Astara is het zuidelijkste district (rayon) van Azerbeidzjan. Het grenst aan Iran en aan de Kaspische Zee. Astara telt 99.800 inwoners (01-01-2012) op een oppervlakte van 616 km². De hoofdstad is het gelijknamige Astara. Kijoba is een andere noemenswaardige plaats.

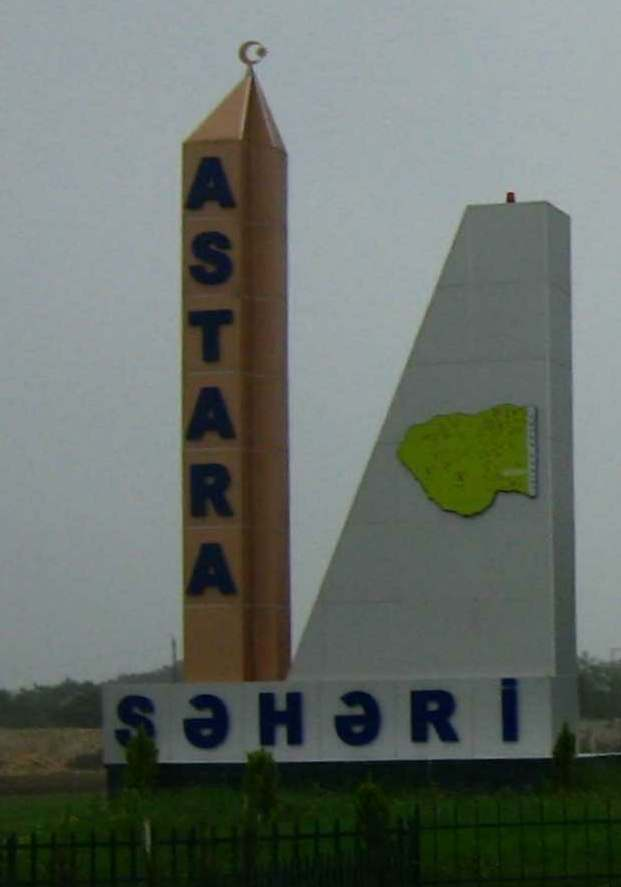
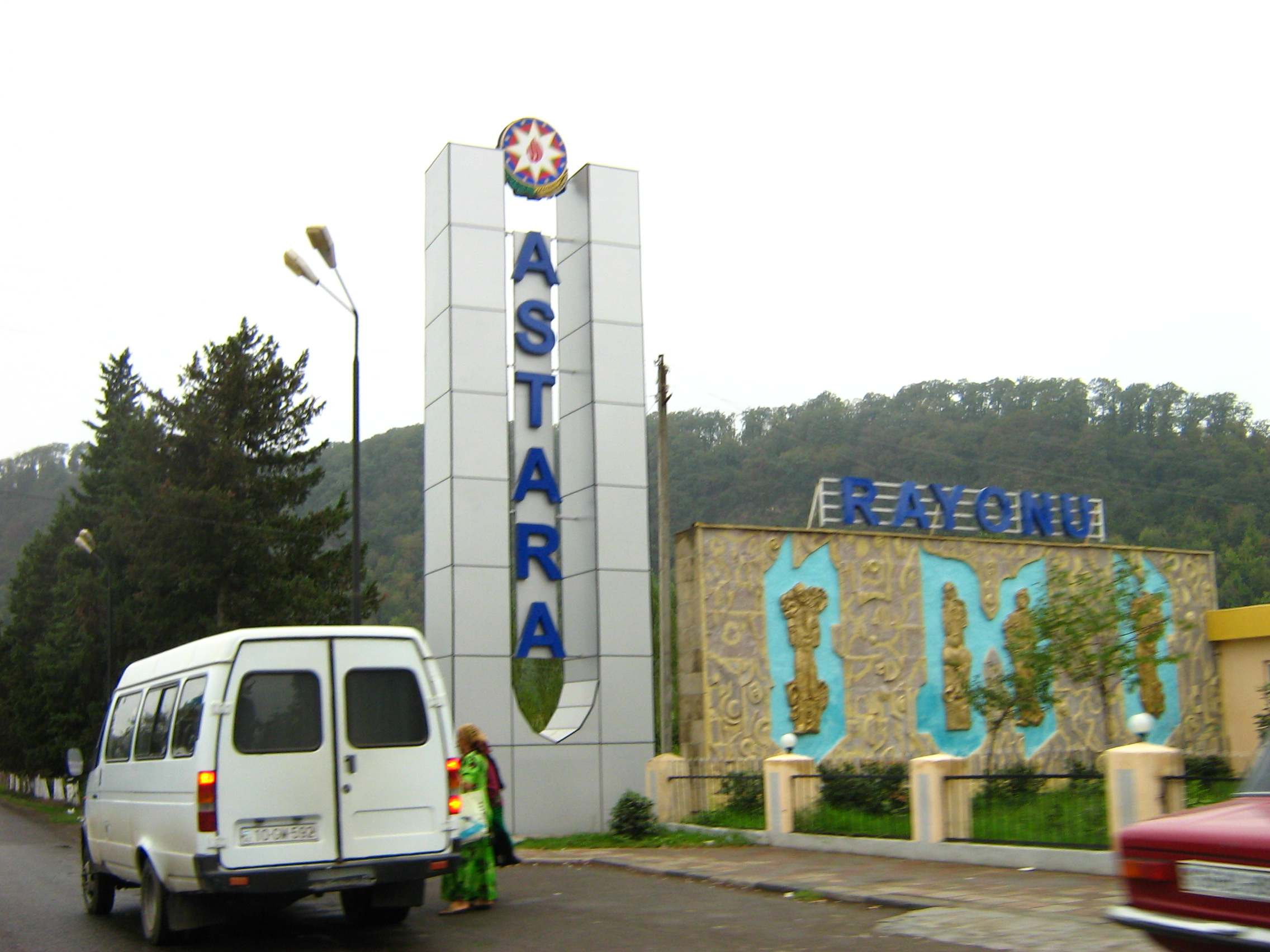